# Norra kallbadhuset
Norra kallbadhuset eller "Kallis" är ett badhus vid Öresund och i närheten av Gröningenområdet i Helsingborg i Skåne län.

## Historia
Kallis har föregåtts av ett flertal olika anläggningar. Dess första föregångare uppfördes 1864 under namnet "Nya kallbadhuset", vid den så kallade Trekanten, en numera försvunnen udde vid Tågagatans förlängning. Detta uppfördes under en tid då intresset för havsbad växte sig allt större i Sverige, vilket ledde till att bolaget Helsingborgs Nya Badinrättnings AB grundades. Initiativ till företaget togs av bland andra greve Axel de la Gardie, överste Osvald J. Toll och byggmästare Bengt Lundgren, och det nya badhuset stod klart samma år som bolaget bildades. Nya kallbadhuset var enligt tidens mönster uppförd på pelare ute i vattnet och hade en kvadratisk byggnadskropp med hörntorn där badhytterna låg placerade längs bryggornas sidor. Konstruktionen med en byggnad ute i vattnet gjorde badhuset sårbart för stormar och isbildning och redan 1868 förstördes badhuset i en februaristorm, men kunde med bistånd av staden återuppföras på samma ställe.
Badhuset förstördes återigen år 1885 men ersattes snart efter av ett nytt kallbadhus efter ritningar från hamningenjör Johan Dunker. Denna inkarnation av badhuset utfördes i morisk stil, då inspiration togs från medelhavets badkultur, och bestod av rikligt av snickarglädje och utsirad takfot. Detta badhus stod kvar fram till en julstorm år 1902, då det slogs sönder av vågorna. Vid denna tid hade området vid Trekanten genom utfyllningar omvandlats till ett bangårdsområde i anknytning till den år 1891 invigda Norra hamnen, som skärmade av platsen från staden. Därför beslutades att badhuset skulle uppföras en bit längre norrut, nu under namnet "Norra kallbadhuset". Badhuset ritades nu av arkitekt Ola Anderson och invigdes lagom till Helsingborgsutställningen 1903. Stilen var denna gång jugendinspirerad och anknöt till utställningsbyggnadernas arkitektur.
År 1907 bildades Helsingborgs Simsällskap (HS), som under en lång tid hade sin verksamhet på Norra kallbadhuset. När staden år 1933 ville riva anläggningen beslutade HS att ta över driften, vilket varade fram till 1965, då friluftsbadet vid Råå vallar invigdes och man flyttade sin verksamhet dit. Badet återlämnades till Helsingborgs kommun, men hade under åren kommit att förfalla kraftigt vilket gjorde att kommunen såg sig nödgad att riva anläggningen. Detta skedde Valborgsmässoafton 1968, då det badhuset eldades upp av brandkåren inför en publik bestående av tiotusentals helsingborgare, varav flera sörjde det gamla badhusets bortgång. Vid samma plats uppfördes snart efter den nuvarande anläggningen, dock längs strandlinjen och inte ute i vattnet som sina föregångare. Under nittiotalet har olika förändringsförslag presenterats men inte realiserats.

## Nuvarande driftsform
I dag drivs badhuset av Idrottsservice på uppdrag av Helsingborgs stad. Det medför bland annat att badet har stängt på röda dagar då det betraktas som en idrottsanläggning, vilket kritiserats. I anslutning till havsbadet finns även barnbassänger och en cafeteria.